# Куп пет нација 1997.
Куп пет нација 1997. (службени назив: 1997 Five Nations Championship) је било 103. издање овог најелитнијег репрезентативног рагби такмичења Старог континента. а 68. издање Купа пет нација.
Турнир је освојила репрезентација Француске којој је ово била једанеста титула првака Европе у рагбију. "Галски петлови" су освојили и Гренд слем пошто су победили све ривале. Било је ово уједно и последња година у којој је репрезентација Француске играла на Парку принчева, јер је од наредне прешла на Стад де Франс.

## Учесници
Напомена:
Северна Ирска и Република Ирска наступају заједно.
|   | Селекција                      | Стадион                                | Селектор        |
| - | ------------------------------ | -------------------------------------- | --------------- |
| 1 | Рагби репрезентација Француске | Парк принчева, Париз (48 718)          | Жан-Клод Скрела |
| 2 | Рагби репрезентација Енглеске  | Стадион Твикенам, Лондон (82 000)      | Џек Роуел       |
| 3 | Рагби репрезентација Шкотске   | Стадион Марифилд, Единбург (67 144)    | Џим Телфер      |
| 4 | Рагби репрезентација Велса     | Вембли (стадион 1923), Лондон (82 000) | Кевин Боуринг   |
| 5 | Рагби репрезентација Ирске     | Ленсдаун роуд, Даблин (48 000)         | Брајан Ештон    |

## Такмичење

### Прво коло
Ирска - Француска 15-32
Шкотска - Велс 19-34

### Друго коло
Енглеска - Шкотска 41-13
Велс - Ирска 25-26

### Треће коло
Француска - Велс 27-22
Ирска - Енглеска 6-46

### Четврто коло
Енглеска - Француска 20-23
Шкотска - Ирска 38-10

### Пето коло
Француска - Шкотска 47-20
Велс - Енглеска 13-34

## Табела
|   | Селекција                      | ИГ | Д | Н | И | ПД  | ПП  | ПР  | Б |  |
| - | ------------------------------ | -- | - | - | - | --- | --- | --- | - |  |
| 1 | Рагби репрезентација Француске | 5  | 4 | 0 | 0 | 129 | 77  | +52 | 8 |  |
| 2 | Рагби репрезентација Енглеске  | 5  | 3 | 0 | 1 | 141 | 55  | +86 | 6 |  |
| 3 | Рагби репрезентација Велса     | 5  | 1 | 0 | 3 | 94  | 106 | -12 | 2 |  |
| 4 | Рагби репрезентација Шкотске   | 5  | 1 | 0 | 3 | 90  | 132 | -42 | 2 |  |
| 5 | Рагби репрезентација Француске | 5  | 1 | 0 | 3 | 57  | 141 | -84 | 2 |  |

| Победник Купа пет нација 1997.                                    |
| ----------------------------------------------------------------- |
| Рагби репрезентација Француске 11. титула првака Европе у рагбију |

## Индивидуална стастика
Највише поена
- Пол Грејсон 52, Енглеска

Највише есеја
- Лоран Лефламант 4, Француска